# José de Aquino Pereira
José de Aquino Pereira (Vila Real, 22 aprile 1920 – São José do Rio Preto, 17 novembre 2011) è stato un vescovo cattolico portoghese naturalizzato brasiliano.

## Biografia
José de Aquino Pereira nacque il 22 aprile 1920 a Vila Real, precisamente nella freguesia di Andrães.
Iniziò gli studi entrando nel seminario di Vila Real nel 1931, dopodiché dal Portogallo si trasferì in Brasile nel 1938 dove studiò presso il seminário central do Ipiranga a San Paolo.
Fu ordinato presbitero il 3 dicembre 1944 dal vescovo Gastão Liberal Pinto. Dopo l'ordinazione sacerdotale fu nominato professore per il seminario San Carlo nel 1945 e parroco della parrocchia São Bento ad Araraquara fino al 1949 e in seguito fu parroco della cattedrale di San Carlo Borromeo dal 1949 al 1958.
Il 23 gennaio 1958 papa Pio XII con la bolla Inter gravissima eresse la nuova diocesi di Dourados, nominandolo primo vescovo. Ricevette l'ordinazione episcopale il 13 aprile seguente nella cattedrale di San Carlo Borromeo per imposizione delle mani del vescovo Ruy Serra. Prese possesso della diocesi il 26 maggio successivo. 
Due anni dopo, papa Giovanni XXIII eresse il 16 gennaio 1960 la nuova diocesi di Presidente Prudente con la bolla Cum venerabilis, nominandolo primo vescovo il 26 marzo successivo. Prese possesso della diocesi il 2 luglio dello stesso anno. Negli anni lavorò intensamente per avviare la nuova diocesi, con l'iastituzione di molte nuove parrocchie e la costruzione il seminario diocesano dedicato a Nostra Signora Madre della Chiesa.
Il 6 maggio 1968 papa Paolo VI lo nominò vescovo di Rio Preto, diocesi di cui prese possesso il 4 agosto.
Fu padre conciliare durante il Concilio Vaticano II, partecipando a tutte le quattro sessioni.
Durante il suo ministero, si impegnò nel realizzare sul territorio le riforme conciliari, in particolare nella promozione delle vocazioni. Nel 1975 inaugurò il seminario maggiore dedicato al Sacro Cuore di Gesù con il supporto della diocesi di Pavia. Negli anni vide il successo delle riforme per le vocazioni, riuscendo ad ordinare decine di nuovi sacerdoti.
Resse la diocesi per 29 anni, ritirandosi per raggiunti limiti d'età il 26 febbraio 1997. Morì a São José do Rio Preto a causa di una broncopolmonite il 17 novembre 2011 all'età di 91 anni.

## Genealogia episcopale e successione apostolica
La genealogia episcopale è:
- Cardinale Scipione Rebiba
- Cardinale Giulio Antonio Santori
- Cardinale Girolamo Bernerio, O.P.
- Arcivescovo Galeazzo Sanvitale
- Cardinale Ludovico Ludovisi
- Cardinale Luigi Caetani
- Cardinale Ulderico Carpegna
- Cardinale Paluzzo Paluzzi Altieri degli Albertoni
- Papa Benedetto XIII
- Papa Benedetto XIV
- Papa Clemente XIII
- Cardinale Bernardino Giraud
- Cardinale Alessandro Mattei
- Cardinale Pietro Francesco Galleffi
- Cardinale Giacomo Filippo Fransoni
- Cardinale Carlo Sacconi
- Cardinale Edward Henry Howard
- Cardinale Mariano Rampolla del Tindaro
- Cardinale Rafael Merry del Val
- Arcivescovo Duarte Leopoldo e Silva
- Arcivescovo Paulo de Tarso Campos
- Vescovo Ruy Serra
- Vescovo José de Aquino Pereira

La successione apostolica è:
- Cardinale Orani João Tempesta, O.Cist. (1997)